# Lijst van voetbalinterlands Congo-Kinshasa - Lesotho
Deze lijst van voetbalinterlands is een overzicht van alle officiële voetbalwedstrijden tussen de nationale teams van Congo-Kinshasa (dat van 1971 tot 1997 Zaïre heette) en Lesotho. De Afrikaanse landen hebben tot op heden zeven keer tegen elkaar gespeeld. De eerste ontmoeting was een kwalificatiewedstrijd voor de Afrika Cup 1994, op 11 april 1993 in Maseru. Het laatste duel, een vriendschappelijke wedstrijd, werd gespeeld in Pretoria (Zuid-Afrika) op 6 november 2011.

## Wedstrijden
| № | Plaats   | Datum           | Competitie                   | Wedstrijd                | Uitslag |
| - | -------- | --------------- | ---------------------------- | ------------------------ | ------- |
| 1 | Maseru   | 11 april 1993   | Afrika Cup 1994 kwalificatie | Lesotho − Zaïre          | 1 − 1   |
| 2 | Kinshasa | 25 juli 1993    | Afrika Cup 1994 kwalificatie | Zaïre − Lesotho          | 7 − 0   |
| 3 | Kinshasa | 8 januari 1995  | Afrika Cup 1996 kwalificatie | Zaïre − Lesotho          | 3 − 0   |
| 4 | Kinshasa | 10 oktober 2000 | Afrika Cup 2002 kwalificatie | Congo-Kinshasa − Lesotho | 1 − 1   |
| 5 | Maseru   | 3 juni 2001     | Afrika Cup 2002 kwalificatie | Lesotho − Congo-Kinshasa | 0 − 0   |
| 6 | Maseru   | 16 maart 2003   | Vriendschappelijk            | Lesotho − Congo-Kinshasa | 2 − 2   |
| 7 | Pretoria | 6 november 2011 | Vriendschappelijk            | Lesotho − Congo-Kinshasa | 0 − 3   |

## Samenvatting
| Competitie              | Totaal gespeeld | Winst Congo-Kinshasa | Gelijk | Winst Lesotho | Doelsaldo Congo-Kinshasa – Lesotho |
| ----------------------- | --------------- | -------------------- | ------ | ------------- | ---------------------------------- |
| Afrika Cup-kwalificatie | 5               | 2                    | 3      | 0             | 12 − 3                             |
| Vriendschappelijk       | 2               | 1                    | 1      | 0             | 5 − 2                              |
| Totaal                  | 7               | 3                    | 4      | 0             | 17 − 5                             |

Wedstrijden bepaald door strafschoppen worden, in lijn met de FIFA, als een gelijkspel gerekend.
FECOFA · Bondscoaches · Selecties · A-internationals · Vrouwenelftal van Congo-Kinshasa
1960 – 1969 ·
1970 – 1979 ·
1980 – 1989 ·
1990 – 1999 ·
2000 – 2009 ·
2010 – 2019 ·
2020 – 2029
AC 1965 ·
AC 1968 ·
AC 1970 ·
AC 1972 ·
AC 1974 ·
WK 1974 ·
AC 1976 ·
AC 1988 ·
AC 1992 ·
AC 1994 ·
AC 1996 ·
AC 1998 ·
AC 2000 ·
AC 2002 ·
AC 2004 ·
AC 2006 ·
AC 2013
1963 ·
1964 · 
1965 ·
1966 · 
1967 ·
1968 · 
1969 ·
1970 · 
1971 ·
1972 · 
1973 ·
1974 · 
1975 · 
1976 ·
1977 · 
1978 ·
1979 ·
1979 · 
1980 ·
1980 · 
1981 ·
1982 ·
1983 ·
1984 · 
1985 ·
1986 · 
1987 ·
1988 · 
1989 ·
1990 · 
1991 ·
1992 · 
1993 ·
1994 · 
1995 ·
1996 · 
1997 ·
1998 · 
1999 ·
2000 · 
2001 ·
2002 · 
2003 ·
2004 · 
2005 · 
2006 ·
2007 · 
2008 ·
2009 · 
2010 · 
2011 ·
2012 · 
2013 · 
2014 ·
2015 ·
2016 ·
2017 ·
2018 ·
2019 ·
2020 ·
2021 ·
2022 ·
2023
Algerije ·
Angola ·
Bahrein ·
Benin ·
Botswana ·
Brazilië ·
Burkina Faso ·
Burundi ·
Centraal-Afrikaanse Republiek ·
China ·
Congo-Brazzaville ·
Djibouti ·
Egypte ·
Equatoriaal-Guinea ·
Ethiopië ·
Gabon ·
Gambia ·
Ghana ·
Guinee ·
Irak ·
Ivoorkust ·
Joegoslavië ·
Kaapverdië ·
Kameroen ·
Kenia ·
Lesotho ·
Liberia ·
Libië ·
Madagaskar ·
Malawi ·
Mali ·
Marokko ·
Mauritanië ·
Mauritius ·
Mexico ·
Mozambique ·
Namibië ·
Nieuw-Zeeland ·
Niger ·
Nigeria ·
Oeganda ·
Oman ·
Qatar ·
Roemenië ·
Rwanda ·
Saoedi-Arabië ·
Schotland ·
Senegal ·
Seychellen ·
Sierra Leone ·
Soedan ·
Swaziland ·
Tanzania ·
Togo ·
Tsjaad ·
Tunesië ·
Zambia ·
Zimbabwe ·
Zuid-Afrika ·
Zuid-Soedan
LFA · 
Lesothaans vrouwenelftal
Interlands
Tegenstander:
Algerije ·
Angola ·
Benin ·
Botswana ·
Burkina Faso ·
Burundi ·
Centraal-Afrikaanse Republiek ·
Comoren ·
Congo-Kinshasa ·
Ethiopië ·
Gabon ·
Gambia ·
Ghana ·
Guinee ·
Ivoorkust ·
Kaapverdië ·
Kameroen ·
Kenia ·
Laos ·
Liberia ·
Libië ·
Madagaskar ·
Malawi ·
Maleisië ·
Marokko ·
Mauritanië ·
Mauritius ·
Mozambique ·
Myanmar ·
Namibië ·
Niger ·
Nigeria ·
Oeganda ·
Rwanda ·
Sao Tomé en Principe ·
Senegal ·
Seychellen ·
Sierra Leone ·
Soedan ·
Swaziland ·
Tanzania ·
Togo ·
Zambia ·
Zimbabwe ·
Zuid-Afrika